# 12218 Fleischer
12218 Fleischer este un asteroid din centura principală de asteroizi.

## Descriere
12218 Fleischer este un asteroid din centura principală de asteroizi. A fost descoperit pe 15 septembrie 1982 la Stația Anderson Mesa de Edward L. G. Bowell. Asteroidul prezintă o orbită caracterizată de o semiaxă mare de 2,21 ua, o excentricitate de 0,14 și o înclinație de 4,9° în raport cu ecliptica.